# Carlos Leonel
Carlos Leonel Góis Fernandes, meglio noto come Carlos Leonel (Ribeira Brava, 28 luglio 1987), è un ex calciatore portoghese naturalizzato macaense, di ruolo attaccante.

## Statistiche

### Cronologia presenze e reti in nazionale
| Cronologia completa delle presenze e delle reti in nazionale ― Macao | Cronologia completa delle presenze e delle reti in nazionale ― Macao | Cronologia completa delle presenze e delle reti in nazionale ― Macao | Cronologia completa delle presenze e delle reti in nazionale ― Macao | Cronologia completa delle presenze e delle reti in nazionale ― Macao | Cronologia completa delle presenze e delle reti in nazionale ― Macao | Cronologia completa delle presenze e delle reti in nazionale ― Macao | Cronologia completa delle presenze e delle reti in nazionale ― Macao |
| Data                                                                 | Città                                                                | In casa                                                              | Risultato                                                            | Ospiti                                                               | Competizione                                                         | Reti                                                                 | Note                                                                 |
| -------------------------------------------------------------------- | -------------------------------------------------------------------- | -------------------------------------------------------------------- | -------------------------------------------------------------------- | -------------------------------------------------------------------- | -------------------------------------------------------------------- | -------------------------------------------------------------------- | -------------------------------------------------------------------- |
| 5-9-2017                                                             | Taipa                                                                | Macao                                                                | 0 – 2                                                                | India                                                                | Qual. Coppa d'Asia 2019                                              | -                                                                    |                                                                      |
| 2-10-2017                                                            | Taipa                                                                | Macao                                                                | 3 – 1                                                                | Laos                                                                 | Amichevole                                                           | 2                                                                    |                                                                      |
| 11-10-2017                                                           | Bangalore                                                            | India                                                                | 4 – 1                                                                | Macao                                                                | Qual. Coppa d'Asia 2019                                              | -                                                                    |                                                                      |
| 14-11-2017                                                           | Taipa                                                                | Macao                                                                | 3 – 4                                                                | Kirghizistan                                                         | Qual. Coppa d'Asia 2019                                              | 1                                                                    |                                                                      |
| 27-3-2018                                                            | Yangon                                                               | Birmania                                                             | 1 – 0                                                                | Macao                                                                | Qual. Coppa d'Asia 2019                                              | -                                                                    |                                                                      |
| 29-8-2018                                                            | Taipa                                                                | Macao                                                                | 1 – 4                                                                | Isole Salomone                                                       | Amichevole                                                           | -                                                                    |                                                                      |
| 2-9-2019                                                             | Ulan Bator                                                           | Mongolia                                                             | 4 – 1                                                                | Macao                                                                | Coppa dell'Asia orientale 2019 - Prima fase                          | 1                                                                    |                                                                      |
| 6-9-2018                                                             | Ulan Bator                                                           | Isole Marianne Settentrionali                                        | 1 – 1                                                                | Macao                                                                | Coppa dell'Asia orientale 2019 - Prima fase                          | -                                                                    |                                                                      |
| Totale                                                               |                                                                      | Presenze                                                             | 8                                                                    |                                                                      | Reti                                                                 | 4                                                                    |                                                                      |

## Palmarès

### Club

#### Competizioni nazionali
- Campionato macaense: 4

Benfica de Macau: 2015, 2016, 2017, 2018